# Kepler-296 c
Kepler-296 c est une planète extrasolaire (exoplanète) confirmée en orbite autour de l'étoile Kepler-296.

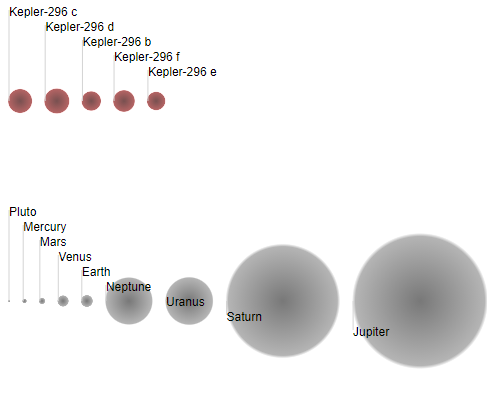
Comparaison des tailles des exoplanètes Kepler-296 b, c, d, e et f avec celles du système solaire ainsi que Pluton

Détectée par le télescope spatial Kepler, sa découverte, par la méthode des transits, a été confirmée en 2015.